# Драганово (Бургаська область)
Драга́ново (болг. Драганово) — село в Бургаській області Болгарії. Входить до складу громади Бургас.

## Населення
За даними перепису населення 2011 року у селі проживали 433 особи.
Національний склад населення села:
| Національність   | Кількість осіб | Відсоток |
| ---------------- | -------------- | -------- |
| турки            | 422            | 97,5%    |
| болгари          | 10             | 2,3%     |
| цигани           | 0              | 0%       |
| Всього відповіли | 433            |          |

Розподіл населення за віком у 2011 році:
Динаміка населення: